# Expedició del diputat militar
L'Expedició del diputat militar o Expedició del Braç Militar fou una operació militar duta a terme entre 9 d'agost i el 5 d'octubre del 1713 durant la Guerra dels catalans (1713-1714), la darrera campanya militar de la Guerra de Successió Espanyola a Catalunya. L'operació havia d'enllaçar amb les tres aïllades fortaleses que encara resistien —el Castell de Cardona, el Castell d'Hostalric i Castellciutat— i reclutar quantes tropes de voluntaris poguessin. L'operació s'hauria de completar amb el retorn de l'expedició a Barcelona, on assaltarien per l'esquena les tropes borbòniques que assetjaven Barcelona mentre que des de l'interior de la ciutat sortirien en massa les tropes de Villarroel, assestant així un cop definitiu a l'exèrcit de Felip V, que aleshores només estava format per 20.000 homes.

## Antecedents
El 14 de març de 1713 a Utrecht els plenipotenciaris de Carles d'Àustria firmaren el «Conveni per a l'evacuació de Catalunya». Aquest tractat fou ratificat el 22 de juny de 1713 pels representants de Felip V i Carles d'Àustria en el «Conveni de l'Hospitalet», que establia la fi de la guerra per l'1 de juliol de 1713. Tanmateix, malgrat el tractat els Tres Comuns de Catalunya —institucions d'autogovern catalanes— convocaren una Junta General de Braços de Catalunya que el 9 de juliol de 1713 proclamà unilateralment que continuaven la guerra contra Felip V i contra França. Evacuades les tropes austriacistes, ocupada quasi tota Catalunya per les tropes borbòniques, i reduïts els resistents a Barcelona, els Tres Comuns alçaren ràpidament l'exèrcit de Catalunya nomenant-ne per general comandant Antonio de Villarroel.
Finalment el 25 de juliol de 1713 les tropes borbòniques al comandament del duc de Pópoli van arribar davant les muralles de Barcelona. Tot seguit Pópoli va sol·licitar l'obediència de la ciutat a Felip V, sol·licitud rebutjada el mateix dia. Davant la impossibilitat de prendre Barcelona a l'assalt per la manca d'artilleria pesant que pogués abatre les muralles i limitat per les carències tècniques i tàctiques de les tropes de Felip V, Popoli va adoptar l'estratègia que des de feia segles s'havia seguit en els setges als quals s'havia sotmès Barcelona. Va bloquejar la ciutat per terra i va centrar el millor de les seves tropes a la conquesta de la fortalesa de Montjuïc des de la qual, una vegada presa, podria obligar a la rendició de la ciutat.
A l'interior de Barcelona la Junta de Braços havia nomenat una junta de govern, la «Junta dels 36». Aquesta va abanderar el llançament d'una expedició que, sortint des de Barcelona sota el comandament del general Rafael Nebot i el nou diputat militar de la Generalitat Antoni de Berenguer, havia d'enllaçar amb les tres aïllades fortaleses que encara resistien —el Castell de Cardona, el Castell d'Hostalric i El Castell de Ciutat— i reclutar quantes tropes de voluntaris poguessin. L'operació s'hauria de completar amb el retorn de l'expedició a Barcelona, on assaltarien per l'esquena a les tropes borbòniques mentre que des de l'interior de la ciutat sortirien en massa les tropes de Villarroel, assestant així un cop definitiu a l'exèrcit de Felip V, que aleshores només estava format per 20.000 homes.

## La campanya

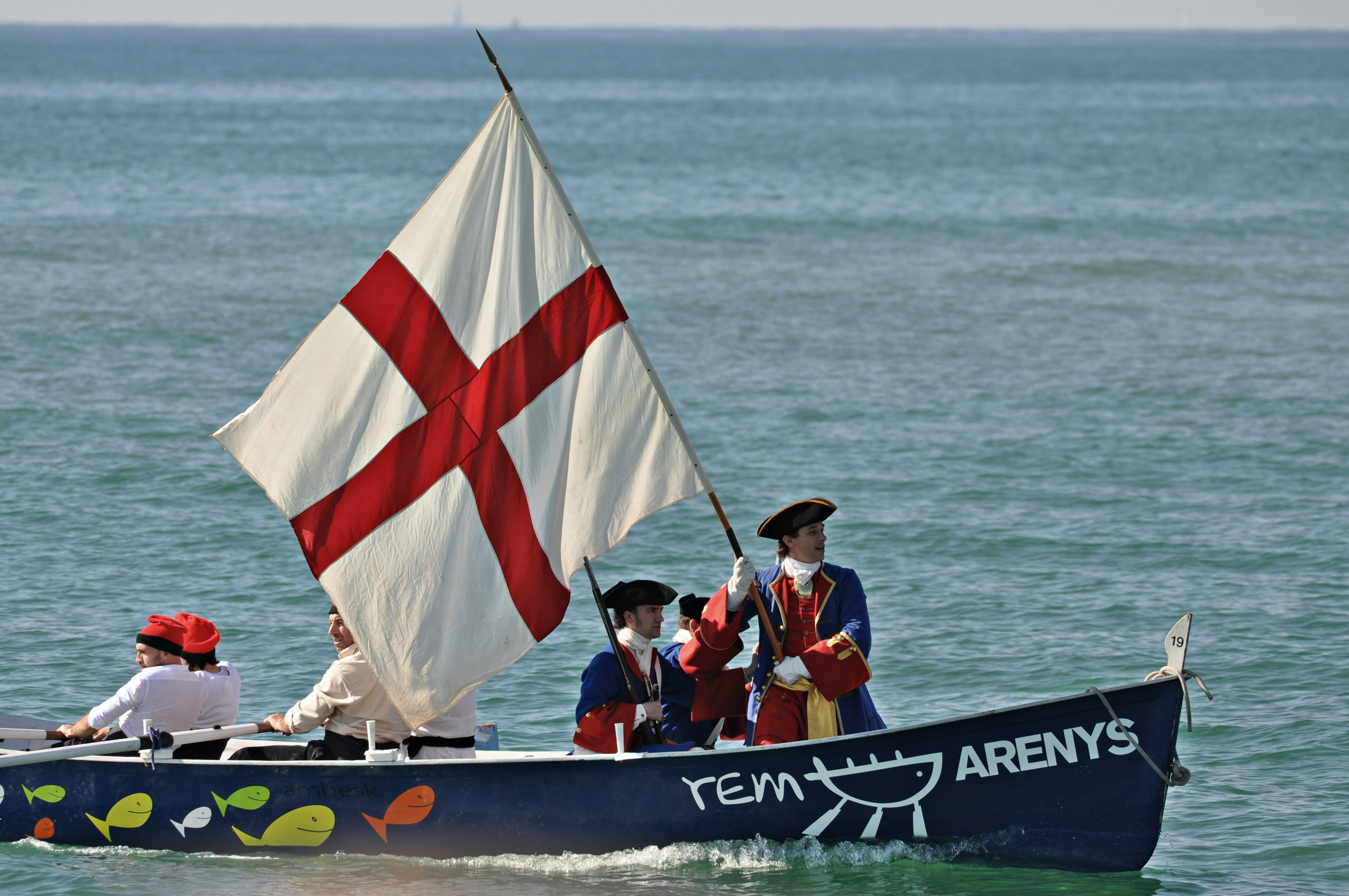
Recreació del 2014 del desembarcament de l'Expedició del Braç Militar a Arenys de Mar del 9 d'agost de 1713.

El 9 d'agost de 1713, després de trencar el bloqueig de l'armada francesa, l'expedició desembarcà a Arenys de Mar i s'endinsà cap a l'interior del país sota la direcció del diputat militar Antoni de Berenguer i de Novell i el general de cavalleria Rafael Nebot, entre d'altres, amb uns quatre-cents cavalls i dos o tres-cents miquelets, amb la intenció de coordinar els esforços amb Manuel Desvalls i de Vergós, el governador del Castell de Cardona.
José Carrillo de Albornoz, comte de Montemar, al capdavant del Campo volante de Cataluña formà diverses columnes, amb un total de deu mil homes comandats pels generals Arpajon, Vallejo i Feliciano de Bracamonte, el mariscal Gabriel Cano, el brigadier Gandolfo i el comte de Fiennes.
L'11 d'agost les forces de Nebot derroten escamots francesos a Caldes, i a mitjans i finals d'agost, Antoni Desvalls surt de Barcelona amb reforços per al Diputat Militar i donar suport a Cardona.
El 18 d'agost la força catalana va arribar a Massanes on s'incorporaren els regiments de fusellers no dissolts d'Ermengol Amill i Moliner i Manuel Moliner i Rau, però els borbònics de Feliciano de Bracamonte van concentrar tropes a prop d'Hostalric i són derrotats pels catalans, per a continuació dirigir-se a Arbúcies.
Berenguer es dirigí a Vic, on va comprar sis-cents cavalls als regiments alemanys que marxaven, per fomentar la revolta, i Nebot al Maresme, lluitant contra els francesos el 20 d'agost a Vilassar i Teià provocant nombroses baixes als francesos i posteriorment, amb la immediatesa de la presa de Vic per part de Bracamonte, que Berenguer hagué d'abandonar juntament amb els cavalls adquirits, sent finalment presa el 30 d'agost, Nebot atacà Manresa.
Les columnes castellanes de Bracamonte, Vallejo i González conflueixen al Bages, i després de cremar Manresa, Salelles i Sallent persegueixen els catalans per Gironella, Berga i Solsona.
El 23 de setembre el general Moragues seguint ordres dictades per Starhemberg rendeix Castellciutat, 140 soldats del Regiment de la Diputació i 70 fusellers són autoritzats a sortir amb armes per incorporar-se a Barcelona, n'arriben menys de 80 i els oficials.
L'expedició va tornar fins a Alella on Berenguer i Nebot abandonaren als quatre mil homes que els havien seguit, marxant a Barcelona. Mentrestant, Bac de Roda, cap de voluntaris, Antoni Desvalls, Marquès de Poal, membre del Braç Militar i el General Josep Moragues, governador de Castellciutat resistien a l'interior.

## Conseqüències
El 6 d'octubre de 1713 un grup de 600 fusellers dels caps Amill i Rau i soldats dels regiments de la Fe i Sant Jordi, abandonats a Alella, ataquen el cordó per la zona del Guinardó i uns 380 aconsegueixen entrar a Barcelona. L'endemà per la banda de Montjuïc nous grups aconseguiran entrar a la ciutat.
Rafael de Nebot i Font fou culpat, amb Antoni de Berenguer i de Novell, del fracàs de l'expedició i enviat a Viena per ser jutjat per l'emperador.

## El darrer any de guerra. L'Exèrcit Català de l'interior
El 30 de novembre de 1713, diada de Sant Andreu, els 5 magistrats del Consell de Cent de Barcelona finalitzaren el seu mandat anual i foren escollits els nous consellers. Rafael Casanova fou escollit nou Conseller en Cap de Barcelona, màxima autoritat de la ciutat. El càrrec duia aparellat el grau de coronel de la Coronela de Barcelona, la base més nombrosa de la guarnició, i el de cap militar de la plaça, i es convertí en l'ànima de la resistència. El nou govern de la ciutat canvià l'estratègia defensiva duta a terme fins llavors per Villarroel, coman, a l'espera d'ajuda exterior, per una ofensiva, en la que se sortiria a l'acat dels assetjants i organitzar un aixecament a l'interior amb per desgastar les línies d'aprovisionament i desviar efectius, mitjançant Antoni Desvalls i de Vergós, el marquès de Poal amb el finançament del comerciant Amador Dalmau i Colom.

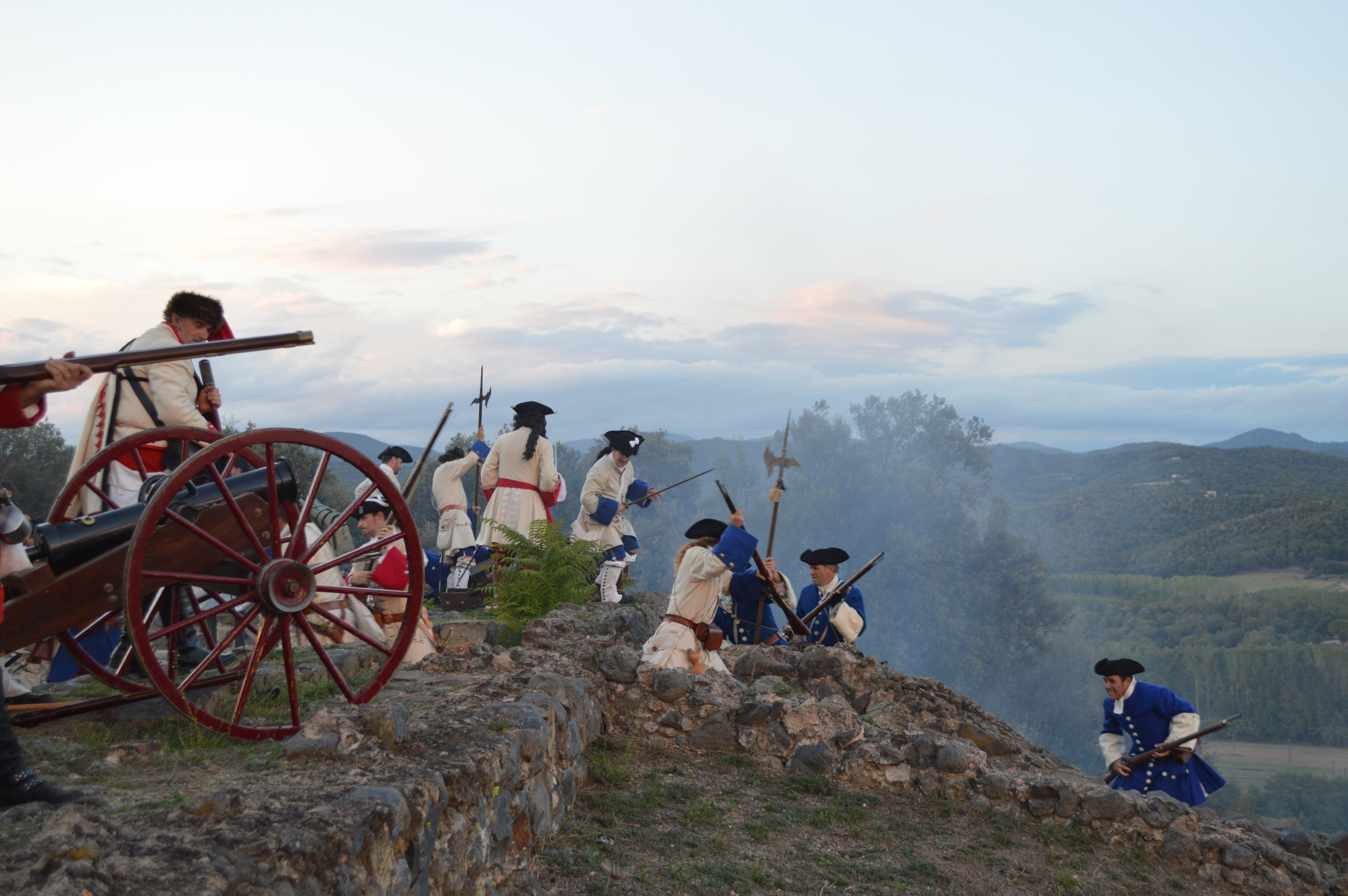
Recreació històrica de l'intent català de capturar la fortalesa d'Hostalric abans no fos entregada a mans borbòniques.

L'entrada a fons de França significà l'arribada de més soldats i armament per ampliar el bloqueig marítim i terrestre de la ciutat i reforçar també les guarnicions de ciutats com Vic, Manresa, Martorell, Mataró, Ripoll, Lleida, Hostalric o Vilafranca.
Entre el maig i el juny la revolta d'Antoni Desvalls havia donat pas a la proliferació d'unitats de miquelets, a part de les columnes que organitzava el marquès per fustigar l'enemic amb les que va presentar batalla als borbònics el 7 de maig en el Combat de Mura, derrotant la columna de Diego Gonzalez, després de fer una incursió sobre Manresa en la que va derrotar el regiment borbònic napolità de Félix Álvarez de la Escalera, dirigint-se posteriorment a Terrassa, sent atacat el dia 9 a Esparreguera per un destacament sortit de Martorell. A finals de maig les forces exteriors es componien de la guarnició de Cardona, de la columna de Poal amb 1.280 infants i 146 genets, 300 infants en els castells de Sant Martí Sarroca, Masquefa, Orpí i Castellbell, 400 miquelets al Camp de Tarragona, i partides d'uns 200 miquelets a l'alt Berguedà i el Lluçanès. Al sud el coronel Antoni Vidal havia aplegat decenes de combatents que es refugiaven a les muntanyes de Prades. A primers de maig el general Josep Moragues i Mas, que s'havia retirat a Sort va decidir tornar al combatir. Amb la gent que va poder recollir va provar, inútilment, de bloquejar Castellciutat. El general Vallejo va intentar sufocar la rebel·lió i va prendre ostatges, i entre ells a la dona de Moragues, tots van ser conduïts a Balaguer, però van ser rescatats amb un cop de mà el 24 de juny 1714. Moragues va deixar l'esposa a Cardona i es va concentrar en la defensa del Pallars.